# Långtjärnen (Lycksele socken, Lappland, 717701-159927)
Långtjärnen är en sjö i Lycksele kommun i Lappland och ingår i Umeälvens huvudavrinningsområde. Sjön har en area på 0,0646 kvadratkilometer och ligger 370,8 meter över havet.

## Delavrinningsområde
Långtjärnen ingår i det delavrinningsområde (717772-160014) som SMHI kallar för Inloppet i Sörträsket. Medelhöjden är 375 meter över havet och ytan är 35,33 kvadratkilometer. Räknas de 2 avrinningsområdena uppströms in blir den ackumulerade arean 87,93 kvadratkilometer. Rusbäcken (Sörbäcken) som avvattnar avrinningsområdet har biflödesordning 2, vilket innebär att vattnet flödar genom totalt 2 vattendrag innan det når havet efter 201 kilometer. Avrinningsområdet består mestadels av skog (67 procent) och sankmarker (26 procent). Avrinningsområdet har 0,56 kvadratkilometer vattenytor vilket ger det en sjöprocent på 1,6 procent.